# La Route d'Armilia
La Route d'Armilia est le quatrième album de la série Les Cités obscures. C'est un conte en couleurs situé à mi chemin entre le roman illustré et la bande dessinée.

## Synopsis
Deux jeunes adolescents entament un long voyage en zeppelin depuis Mylos pour rejoindre Armilia, dans le grand Nord. Cette expédition, de la plus haute importance, doit permettre à Ferdinand Robur Hatteras de remettre aux vieux Pym, de la part de son oncle Zacharius, la formule permettant de rétablir le bon fonctionnement de la Cité d'Armilia. Durant son périple, Ferdinand et son amie Hella découvrent depuis le zeppelin plusieurs cités majeures des Cités obscures.

## Éditions
- Prépublication partielle dans (À SUIVRE) n°123.
- 1987 : édition en danois, Vejen Til Armilia : version très différente des éditions françaises.
- 1988 : édition française. Texte typographié. Lettrage : Etienne Schréder.